# Mathilde Laurent
Mathilde Laurent (née Mathilde Françoise Orsola Geneviève Laurent le 18 avril 1970 à Neuilly-sur-Seine) est une créatrice française de parfums.

## Carrière
Après un DEUG scientifique, Mathilde Laurent entre à l'Institut supérieur international du parfum en 1992. À l'issue de son stage, elle intègre la maison Guerlain à Paris de 1994 à 2005. Elle quitte Guerlain en 2005 pour rejoindre Cartier,,, où elle compose notamment des parfums sur mesure. En 2010, elle remporte le prix des spécialistes et le prix des parfumeurs au Grand Prix du Parfum 2010, pour le parfum Treizième Heure qu'elle a conçu chez Cartier. En 2013, Mathilde Laurent est récompensée par les passionnés de parfums français lors de l'Olfactorama 2012, où Déclaration d'un Soir remporte le prix du Grand Masculin 2012.

## Principales créations
- Pamplelune, Guerlain (1998)
- Shalimar Light, Guerlain (2003)
- Roadster, Cartier (2008)
- La Treizième Heure (XIII), Cartier (2010)
- Cartier de Lune, Cartier (2011)
- Baiser Volé, Cartier (2011)
- Déclaration d'un Soir, Cartier (2012)
- La Panthère, Cartier (2014)
- L'envol, Cartier (2016)
- "Carat", Cartier (2018)